# USL League One
La USL League One è un torneo calcistico professionistico che opera negli Stati Uniti d'America e che ha operato in passato anche in Canada.
Fondata dalla United Soccer League, opera dal 2019 come campionato di terzo livello del Nordamerica
L'Union Omaha è la squadra più titolata, avendo vinto il campionato per due volte.

## Formula del torneo
La stagione si sviluppa da marzo a novembre e lo svolgimento del torneo avviene in due fasi: la stagione regolare e i play-off per l'assegnazione del titolo. Non sono previste promozioni e retrocessioni. Vengono assegnati tre punti per ogni vittoria e un punto per ogni pareggio. Il campionato non si svolge con la formula dell'andata e del ritorno.
Le prime otto squadre classificate danno vita a dei play-off per stabilire la vincitrice del campionato. Ogni turno dei playoff si disputa in gara unica in casa della squadra meglio classificata durante la stagione regolare.

## Storia
La USL aveva dichiarato sin dal 2017 la propria intenzione di creare un nuovo campionato di terzo livello, per cercare di raggiungere anche le aree metropolitane meno vaste. La nuova organizzazione dei campionati ha preso il via nella stagione 2019, con un rebranding complessivo dei tornei: la USL è diventata USL Championship, la nuova terza divisione è la USL League One, e l'USL PDL la USL League Two, sul modello delle serie minori inglesi. L'intera struttura non esclude la futura realizzazione di un sistema di promozioni e retrocessioni tra i campionati. Come stabilito dagli accordi stipulati con la USL nel 2013, alle società di Major League Soccer è consentito schierare le proprie squadre riserva nel campionato.
La prima edizione del campionato, nel 2019, vide ai nastri di partenza dieci club: due squadre che l'anno prima avevano partecipato alla United Soccer League (Richmond Kickers e Toronto FC II), una ferma nella stagione precedente (Orlando City B), due provenienti dalla Premier Development League (Tormenta e Tucson) e cinque nuove società (Chattanooga Red Wolves, Forward Madison, Greenville Triumph, Lansing Ignite e North Texas). Le società iscritte disputarono 28 partite di stagione regolare, al cui termine le migliori quattro classificate si contesero il titolo nei playoff. Al termine del campionato, il North Texas si laureò primo campione nella storia della USL League One.
Nel 2020 il numero di squadre partecipanti salì a 11, a causa dell'arrivo nella lega di tre nuove squadre (Fort Lauderdale, New England Revolution II e Union Omaha), al fallimento del Lansing Ignite e alla sospensione delle attività del Toronto FC II a causa delle limitazioni agli spostamenti tra Canada e Stati Uniti in vigore per la pandemia di coronavirus. A causa di quest'ultima, il campionato venne accorciato a sole sedici giornate, più un'ulteriore sfida per il titolo tra le due squadre meglio piazzate al termine della regular season. La finale, però, non fu disputata a causa dei numerosi casi di positività riscontrati tra le file dell'Union Omaha, e il titolo fu assegnato d'ufficio al Greenville Triumph, classificatosi primo in stagione regolare. Con il ritorno alle competizioni del Toronto FC II, il numero di partecipanti al campionato per la stagione 2021 si è attestato a quota 12, mentre per la prima volta i playoff hanno visto sei squadre partecipanti.
Per la stagione 2022 il numero di club partecipanti tornò a quota 11, frutto del passaggio di Fort Lauderdale, North Texas, New England Revolution II e Toronto FC II in MLS Next Pro e degli ingressi nella lega da parte di Central Valley Fuego, Northern Colorado Hailstorm e Charlotte Independence, quest'ultimo proveniente dalla USL Championship. Il numero di partecipanti al campionato salì a quota 12 nel 2023, per effetto dell'ingresso del Lexington e dell'One Knoxville e del passaggio del FC Tucson in USL League Two, e restò identico nel 2024 a causa dell'ingresso dello Spokane Velocity e del passaggio dei campioni in carica del North Carolina in USL Championship.
Nel 2025 il numero di club iscritti al campionato toccò il livello record di 14 in virtù dei nuovi ingressi di AV Alta, FC Naples, Portland Hearts of Pine, Texoma e Westchester, a fronte delle sole fuoriuscite del Lexington, passato in USL Championship, del C.V. Fuego, passato nella The League for Clubs, e del Northern Colorado Hailstorm, a cui fu revocata la licenza.

## Partecipanti

### Attuali
| Club                    | Città        | Stato             | Stadio                            | Capienza | Esordio |
| ----------------------- | ------------ | ----------------- | --------------------------------- | -------- | ------- |
| AV Alta                 | Lancaster    | California        | The Hangar                        | 5.300    | 2025    |
| Charlotte Independence  | Charlotte    | Carolina del Nord | American Legion Memorial Stadium  | 10.500   | 2022    |
| Chattanooga Red Wolves  | Chattanooga  | Tennessee         | CHI Memorial Stadium (East Ridge) | 5.500    | 2019    |
| FC Naples               | Naples       | Florida           | Paradise Coast Stadium            | 5.000    | 2025    |
| Forward Madison         | Madison      | Wisconsin         | Breese Stevens Field              | 5.000    | 2019    |
| Greenville Triumph      | Greenville   | Carolina del Sud  | Paladin Stadium                   | 16.000   | 2019    |
| One Knoxville           | Knoxville    | Tennessee         | Covenant Health Park              | 7.000    | 2023    |
| Portland Hearts of Pine | Portland     | Maine             | Fitzpatrick Stadium               | 6.000    | 2025    |
| Richmond Kickers        | Richmond     | Virginia          | City Stadium                      | 22.611   | 2019    |
| S.G. Tormenta           | Statesboro   | Georgia           | Tormenta Stadium                  | 3.500    | 2019    |
| Spokane Velocity        | Spokane      | Washington        | One Spokane Stadium               | 5.100    | 2024    |
| Texoma                  | Sherman      | Texas             | Historic Bearcat Stadium          | 6.500    | 2025    |
| Union Omaha             | Omaha        | Nebraska          | Werner Park (Papillion)           | 9.023    | 2020    |
| Westchester             | Mount Vernon | New York          | Memorial Field                    | 3.900    | 2025    |

### Di prossima ammissione
| Club                | Città           | Stato      | Stadio                        | Capienza | Dal  |
| ------------------- | --------------- | ---------- | ----------------------------- | -------- | ---- |
| AC Boise            | Boise           | Idaho      | Sports Park at Expo Idaho     | 6.225    | 2026 |
| Corpus Christi      | Corpus Christi  | Texas      | Corpus Christi Sports Complex | 5.000    | 2026 |
| Eugene              | Eugene          | Oregon     | Civic Park Stadium            | 3.500    | 2026 |
| Fort Lauderdale Utd | Fort Lauderdale | Florida    | Beyond Bancard Field          | 7.000    | 2026 |
| Fort Wayne          | Fort Wayne      | Indiana    | Fort Wayne Stadium            | 8.400    | 2026 |
| N.Y. Cosmos         | Paterson        | New Jersey | Hinchliffe Stadium            | 10.000   | 2026 |
| Sarasota Paradise   | Lakewood Ranch  | Florida    | Premier Sports Campus         | 3.000    | 2026 |

### Non più presenti
| Club                 | Città           | Stato/Provincia   | Stadio                        | Cap.   | Dal  | Al   | Motivo                                               |
| -------------------- | --------------- | ----------------- | ----------------------------- | ------ | ---- | ---- | ---------------------------------------------------- |
| C.V. Fuego           | Fresno          | California        | Fresno State Soccer Stadium   | 1.000  | 2022 | 2024 | Passa nella The League for Clubs                     |
| FC Tucson            | Tucson          | Arizona           | Kino Sports Complex           | 3.200  | 2019 | 2022 | Passa in USL League Two                              |
| Fort Lauderdale CF   | Fort Lauderdale | Florida           | Inter Miami CF Stadium        | 18.000 | 2020 | 2021 | Passa in MLS Next Pro                                |
| Lansing Ignite       | Lansing         | Michigan          | Cooley Law School Stadium     | 7.527  | 2019 | 2019 | Cessa le attività                                    |
| Lexington            | Lexington       | Kentucky          | Toyota Stadium (Georgetown)   | 5.000  | 2023 | 2024 | Passa in USL Championship                            |
| N.E. Revolution II   | Boston          | Massachusetts     | Gillette Stadium (Foxborough) | 68.756 | 2020 | 2021 | Passa in MLS Next Pro                                |
| North Carolina FC    | Raleigh         | Carolina del Nord | WakeMed Soccer Park (Cary)    | 10.000 | 2021 | 2023 | Passa in USL Championship                            |
| North Texas          | Arlington       | Texas             | Globe Life Park               | 48.114 | 2019 | 2021 | Passa in MLS Next Pro                                |
| Northern Colorado H. | Windsor         | Colorado          | Future Legends Complex        | 6.000  | 2022 | 2024 | Passa nella The League for Clubs                     |
| Orlando City B       | Orlando         | Florida           | Osceola County Stadium        | 5.400  | 2019 | 2020 | Sospende le attività, dal 2022 passa in MLS Next Pro |
| Toronto FC II        | Toronto         | Ontario           | BMO Training Ground           | 1.000  | 2019 | 2021 | Passa in MLS Next Pro                                |

## Albo d'oro
| Stagione      | Campione           | Risultato        | Finalista              | Sede della finale             | Players' shield    |
| ------------- | ------------------ | ---------------- | ---------------------- | ----------------------------- | ------------------ |
| 2019 Dettagli | North Texas        | 1-0              | Greenville Triumph     | Toyota Stadium (Frisco)       | North Texas        |
| 2020 Dettagli | Greenville Triumph | non disputata    | Union Omaha            |                               | Greenville Triumph |
| 2021 Dettagli | Union Omaha        | 3-0              | Greenville Triumph     | Werner Park (Papillion)       | Union Omaha        |
| 2022 Dettagli | S.G. Tormenta      | 2-1              | Chattanooga Red Wolves | Tormenta Stadium (Statesboro) | Richmond Kickers   |
| 2023 Dettagli | North Carolina FC  | 1-1 (6-5 d.t.r.) | Charlotte Independence | WakeMed Soccer Park (Cary)    | Union Omaha        |
| 2024 Dettagli | Union Omaha        | 3-0              | Spokane Velocity       | Werner Park (Papillion)       | Union Omaha        |

### Titoli per squadra
| Squadra            | Titoli | Anno       |
| ------------------ | ------ | ---------- |
| Union Omaha        | 2      | 2021, 2024 |
| North Texas        | 1      | 2019       |
| Greenville Triumph | 1      | 2020       |
| S.G. Tormenta      | 1      | 2022       |
| North Carolina FC  | 1      | 2023       |

### Players' Shield
| Squadra            | Titoli | Anno             |
| ------------------ | ------ | ---------------- |
| Union Omaha        | 3      | 2021, 2023, 2024 |
| North Texas        | 1      | 2019             |
| Greenville Triumph | 1      | 2020             |
| Richmond Kickers   | 1      | 2022             |